# Барош, Пьер-Жюль
Пьер Жюль Баро́ш (фр. Pierre Jules Baroche; 18 ноября 1802, Ла-Рошели — 29 октября 1870, остров Джерси, Великобритания) — французский юрист и политик.

## Биография
Родился в семье владельца магазина. Изучал право, в 1820 году получив степень бакалавра и в 1823 году начав адвокатскую практику; был одним из известнейших адвокатов Парижа, участвовавшим во многих громких процессах. В 1846 году он был избран председателем совета парижских адвокатов (батоннье); в 1847 году, избранный в палату депутатом от округа Рошфор, он вместе с Одилоном Барро встал в ряды оппозиции и принял деятельное участие в движении в пользу реформ. После февральской революции 1848 года был представителем департамента Шаранты в Национальном собрании.
Энергичное противодействие, которое Барош стал выказывать демократическим стремлениям, обратило на него внимание Луи-Наполеона Бонапарта, и, когда последний был избран президентом (декабрь 1848), он назначил его генеральным прокурором при Парижском апелляционном суде; до этого он занимал в марте и апреле 1849 года должность генерального прокурора Высшего суда Бурже, а 30 мая того же года был большинством голосов был избран вице-президентом Законодательного собрания. Страх, внушённый правительству выборами 1850 года, давшими благоприятные для социалистов результаты, содействовал его назначению министром внутренних дел. В этом звании Барош, согласно оценкам, показал себя послушным орудием реакции: он заставил закрыть клубы, воспретить народные сходки, изменить законы о печати и ограничить право всеобщей подачи голосов. 10 апреля 1851 года он также занял пост министра иностранных дел, но когда президент Луи-Наполеон Бонапарт потребовал от своих министров внесения в палату законопроекта об отмене нового избирательного закона 31 мая, Барош 14 октября 1851 года подал в отставку.
После переворота 2 декабря 1851 года, приведшего к образованию Второй империи, вернулся в политику, став заместителем председателя Консультативного комитета и вице-президентом, а затем президентом Государственного совета. В 1855 году получил Орден Почётного легиона. В январе 1860 года временно исполнял обязанности министра иностранных дел, в ноябре того же года стал министром без портфеля, в 1863 году получил должность министра юстиции, министра вероисповеданий, а 20 октября 1864 года был назначен сенатором. В сенате, как и в законодательном корпусе, Барош всей силой своего ораторского таланта защищал абсолютистскую политику Наполеона III, но 17 июля 1869 года, когда император обещал реформы в конституционном духе и для осуществления их образовал министерство Оливье (Эмиля Оливье), Барош должен был отказаться от своего портфеля.
При падении Второй империи Барош, будучи сенатором (до 4 сентября 1870 года) и членом Тайного совета, Барош бежал на остров Джерси, где и умер.
Отец Эрнеста Бароша (1829—1870), политика и писателя.